# Даунгрейд
Даунгрейд (англ. downgrade) — использование старого аппаратного или программного обеспечения. Выступает в противовес апгрейду (новые возможности, но на старых компьютерах путём оптимизации программного обеспечения). Также даунгрейд может рассматриваться как переход на более ранние версии аппаратного или программного обеспечения, например, из-за наличия в новых версиях ошибок или из-за того, что старые версии удобнее и быстрее работают.

## Мотивы даунгрейдеров
- Ностальгия — тоска по прошлому, связанному с приятными воспоминаниями (в особенности это касается старых игр).
- Наличие в новых версиях программ ошибок (багов), сильно мешающих работе.
- Большие затраты новыми программами системных ресурсов (например, оперативной памяти, места на диске, процессорного времени), делающие работу крайне медленной, либо мешающие использованию других программ.
- Уменьшение эргономичности, удобства новых версий, например, из-за перегруженности видеоэффектами.
- Фактическое изменение жанра или целевой аудитории компьютерной игры.
- Попытки применить «бросовое» аппаратное обеспечение, например, в роли домашнего сервера.
- Проблемы совместимости новых продуктов со старыми.
- Намеренное применение несовместимого оборудования с современными переносными устройствами и накопителями для защиты корпоративных и конфиденциальных данных от утечки (к примеру, в госучреждениях до сих пор применяют дискеты 3½ дюйма).
- Из-за наличия пиратства на старых ПО (в случае с консолями).
- Несовместимость некоторых программ с новыми версиями (например браузеров, а также некоторых игр).
- Увлечённость на уровне хобби.

## Примеры
- Из-за больших системных требований и недоработанности новой операционной системы огромное число пользователей Windows Vista в своё время возвратились на Windows XP[1].
- Также есть открытый даунгрейд с Windows 7 на Windows XP (смотри: Даунгрейд программного обеспечения).
- Многие пользователи μTorrent с версии 3 возвращаются на версию 2.2 и более ранние из-за появившейся рекламы, мусора и некоторое время встроенного майнера.

## Публикации
- Зачем люди до сих пор сидят на старых Windows

- Windows XP на Pentium 3 в 2016 юзер экспириенс

- Журнал «Downgrade»